# Phonochorion
Phonochorion är ett släkte av insekter. Phonochorion ingår i familjen vårtbitare.
Kladogram enligt Catalogue of Life:
| Phonochorion | \| \| Phonochorion artvinensis \| \| \| \| \| \| Phonochorion satunini \| \| \| \| \| \| Phonochorion uvarovi \| \| \| \| |
|              | \| \| Phonochorion artvinensis \| \| \| \| \| \| Phonochorion satunini \| \| \| \| \| \| Phonochorion uvarovi \| \| \| \| |
|              | Phonochorion artvinensis                                                                                                  |
|              | |
|              | Phonochorion satunini |
|              | |
|              | Phonochorion uvarovi |
|              | |